# Ла-Буэзьер
Ла-Буэзьер (фр. La Bouëxière) — коммуна на северо-западе Франции, находится в регионе Бретань, департамент Иль и Вилен, округ Ренн, кантон Лифре. Расположена в 19 км к северо-востоку от Ренна, в 9 км от автомагистрали А84 "Дорога эстуарий".
Население (2018) — 4 486 человек. 

## Достопримечательности
- Церковь Святого Мартина Турского начала XVI—XIX веков
- Шато дю Бертри XV века
- Шато дю Каррефур XVII века
- Особняки XV—XIX веков
- Озеро Шевре, зона экологического туризма

## Экономика
Структура занятости населения:
- сельское хозяйство — 4,4 %
- промышленность — 5,1 %
- строительство — 5,9 %
- торговля, транспорт и сфера услуг — 29,1 %
- государственные и муниципальные службы — 55,5 %

Уровень безработицы (2018) — 7,3 % (Франция в целом —  13,4 %, департамент Иль и Вилен — 10,4 %). 

Среднегодовой доход на 1 человека, евро (2018) — 22 810 (Франция в целом — 21 730, департамент Иль и Вилен — 22 230).

## Демография
Динамика численности населения, чел.

## Администрация
Пост мэра Ла-Буэзьера с 2008 года занимает Стефан Пике (Stéphane Piquet). На муниципальных выборах 2020 года возглавляемый им левый список победил в 1-м туре, получив 72,46 % голосов.
| Период | Период | Фамилия       | Партия                         | Примечания                                                         |
| ------ | ------ | ------------- | ------------------------------ | ------------------------------------------------------------------ |
| 1971   | 1989   | Андре Луазель | Разные левые                   | предприниматель                                                    |
| 1989   | 2001   | Альбер Э      | Разные правые                  |                                                                    |
| 2001   | 2008   | Франсис Авар  | Союз за французскую демократию | директор социального центра, член Генерального совета департамента |
| 2008   |        | Стефан Пике   | Разные левые                   | профессор                                                          |

## Города-побратимы
- Уингрейв, Великобритания
- Хамбрюкен, Германия

## Галерея

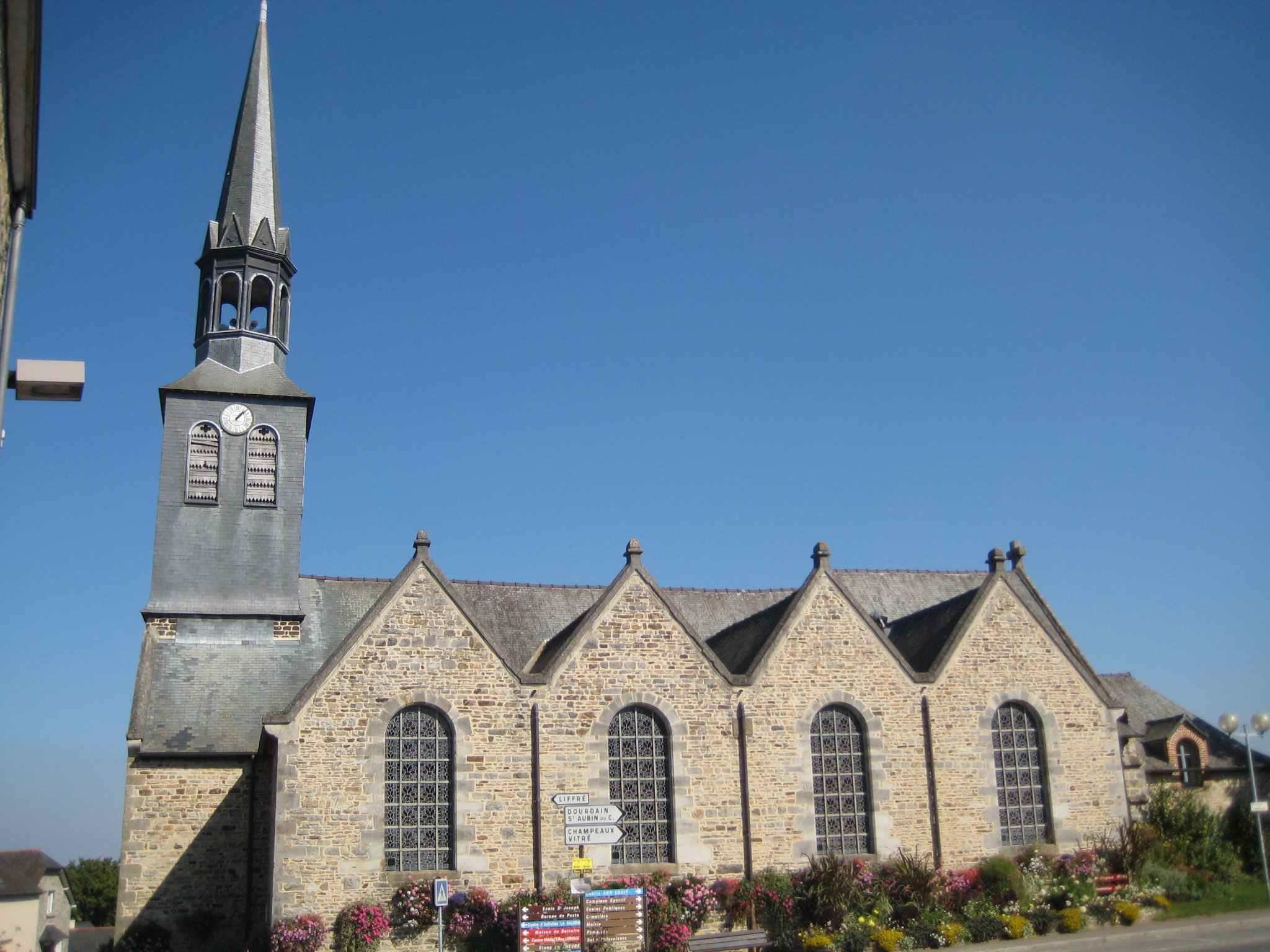
Церковь Святого Мартина
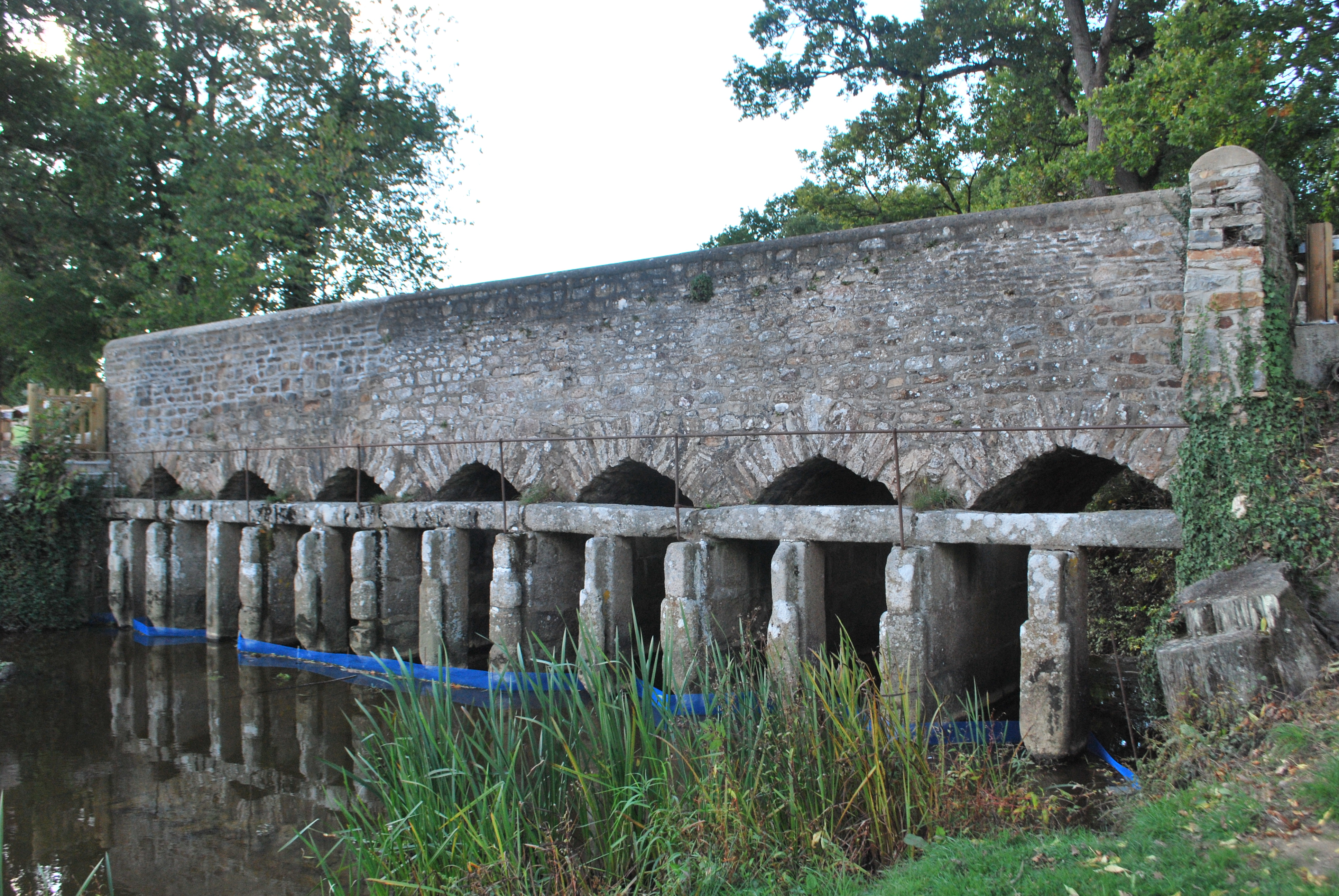
Мост Шевре